# L'Aiguillon-sur-Mer
L'Aiguillon-sur-Mer is een plaats en voormalige gemeente in het Franse departement Vendée in de regio Pays de la Loire en telt 2283 inwoners (2006). De plaats maakt deel uit van het arrondissement Fontenay-le-Comte.

## Geschiedenis
L'Aiguillon werd zwaar getroffen door de storm Xynthia op 27 en 28 februari 2010. Daardoor vielen 29 doden. De zeedijken in deze streek zouden onvoldoende onderhouden zijn en in enkele gevallen nog uit de tijd van Napoleon dateren. Ook werd er voor de storm veel bijgebouwd in overstromingsgebied.
Op 1 januari 2022 fuseerde de gemeente met La Faute-sur-Mer tot de commune nouvelle L'Aiguillon-la-Presqu'île, waarvan L'Aiguillon-sur-Mer de hoofdplaats werd.

## Geografie
De oppervlakte van L'Aiguillon-sur-Mer bedraagt 8,7 km², de bevolkingsdichtheid is 253,6 inwoners per km². De plaats ligt vlak aan zee aan de zeestraat Pertuis breton.
De onderstaande kaart toont de ligging van L'Aiguillon-sur-Mer met de belangrijkste infrastructuur en aangrenzende gemeenten.

## Demografie
Onderstaande figuur toont het verloop van het inwonertal.

## Jumelage
- Burnham-on-Crouch (Verenigd Koninkrijk)